# Ley de Basura Cero
La Ley de Basura Cero es el nombre con el que se conoce la ley 1854 de gestión de los residuos urbanos de la Ciudad de Buenos Aires, Argentina. Fue promulgada en enero de 2006 y reglamentada en mayo de 2007 y posee como objetivos la eliminación progresiva del sistema de disposición final de los residuos en el relleno sanitario.

## Objetivos
En Buenos Aires, los objetivos planteados son reducir en un 30% la cantidad de toneladas que son enviadas al relleno sanitario en el año 2010, en un 50% en 2012 y un 75% en 2017.
- Separación en origen.
- Contenedores diferenciados. En su artículo 20 la ley indica expresamente que se deberán colocar contenedores diferenciados entre residuos secos (reciclables) y húmedos (no-reciclables) en toda la ciudad. Ya fueron repartidos 20.000 contenedores en barrios de la ciudad como Saavedra, Núñez, Colegiales, Palermo.
- Recolección diferenciada. Debe ser realizada por las empresas recolectoras.
- Construcción de Centros Verdes adonde llega el contenido de los contenedores de materiales “secos” para su procesamiento.
- La creación de un Consejo Asesor de Seguimiento de la Ley formada por 50 ONG y referentes que trabajan ad honorem.
- La realización de campañas de educación entre la ciudadanía para que aprendan a separar la basura.
- Su artículo 54 prohíbe la incineración de residuos poniendo como condición que sólo podrían ser utilizados sistemas de generación de energía con el excedente una vez que se hubiera alcanzado una reducción del 75% de la disposición final.

## Legislación complementaria
- Ley N° 1854 de residuos sólidos urbanos
- Decreto N° 639 Reglamentación Ley 1854
- Decreto N° 760 sobre Envases
- Ley N° 123 de Evaluación de Impacto Ambiental
- Ley N° 1687 de Educación Ambiental
- Ley N° 992 de Recuperadores Urbanos
- Resolución N° 50 Recolección Diferenciada
- Resolución N° 808 Generadores Responsables
- Ley N° 4120 Servicio Público de Higiene Urbana